# Melanochromis loriae
Melanochromis loriae è un pesce d'acqua dolce appartenente alla famiglia dei Cichlidae, nonché una delle numerose specie di Mbuna.

## Distribuzione e habitat
Questa specie è endemica della zona nordorientale del Lago Malawi, in Africa, dove abita zone a fondali rocciosi.

## Descrizione
Il corpo è allungato, compresso ai fianchi, con grande bocca carnosa. La pinna dorsale è molto lunga, parte dalla fronte e termina al peduncolo caudale.  

Il dimorfismo sessuale è molto accentuato dalla colorazione: la livrea maschile presenta un fondo blu notte, tendente al nero. 

Dall'occhio parte una fascia orizzontale al di sotto di un'altra fascia parallela sul dorso: entrambe sono blu elettrico. Le pinne sono nere con riflessi blu elettrico, orlate di azzurro. La pinna anale presenta al suo vertice una o più chiazze tondeggianti gialle. 

La livrea femminile invece presenta un fondo bruno chiaro, tendente al rosa-giallino, con riflessi azzurrini. Sono presenti le medesime fasce del maschio, ma nella femmina sono bruno-nere. Le pinne sono gialline con screziature e linee nere, orlate d'azzurro. 

La lunghezza di entrambi i sessi supera gli 11 cm

## Riproduzione
Durante il periodo riproduttivo ogni maschio cerca di formare un proprio harem di femmine. Dopo l'accoppiamento, ogni femmina pratica l'incubazione orale delle proprie uova fino alla schiusa.

## Acquariofilia
È una specie molto diffusa tra gli acquariofili esperti e gli allevatori di mbuna o comunque di ciclidi.